# Colabata basifulva
Colabata basifulva är en fjärilsart som beskrevs av William James Kaye 1901. Colabata basifulva ingår i släktet Colabata och familjen silkesspinnare. Inga underarter finns listade i Catalogue of Life.